# Helina dianxiia
Helina dianxiia este o specie de muște din genul Helina, familia Muscidae, descrisă de Xue și Li în anul 2002.
Este endemică în Yunnan. Conform Catalogue of Life specia Helina dianxiia nu are subspecii cunoscute.